# هاروتیون موسیسیان
هاروتیون گریگوری موسیسیان (ارمنی: Հարություն Գրիգորի Մովսիսյան زاده ۲۹ اوت ۱۹۵۱) یک بازیگر اهل ارمنستان است. وی از سال ۱۹۷۹ تا ۲۰۱۶ میلادی مشغول فعالیت بوده است.

## زندگی‌نامه
وی در ۲۰ اوت ۱۹۵۱ در ایروان به دنیا آمد و از آکادمی دولتی هنرهای زیبای ارمنستان فارغ‌التحصیل شد. وی همچنین برندهٔ جوایزی همچون هنرمند افتخاری جمهوری ارمنستان (۲۰۰۳) شده است. 

## بخشی از فیلمشناسی
از فیلم‌ها یا برنامه‌های تلویزیونی که وی در آن نقش داشته است می‌توان به آثار زیر اشاره کرد.
- یک تکه از آسمان (۱۹۸۰)
- گیکور (۱۹۸۲)